# Momentform
Momentform bezeichnet eine musikalische Kompositionstechnik, die besonders mit dem Werk von Karlheinz Stockhausen verbunden ist.  Ein in Momentform geschriebenes Stück ist sozusagen wie ein Mosaik aus Momenten zusammengesetzt; ein Moment ist dabei ein „eigenständiger (quasi-)unabhängiger Abschnitt, der von anderen Abschnitten durch Diskontinuitäten abgesetzt ist.“

## Erläuterung
Das Konzept der Momentform – und die Bezeichnung selbst – gehen auf die Komposition Kontakte von Karlheinz Stockhausen (1958–60) zurück.
In Stockhausens Terminologie ist ein Moment „jede durch eine persönliche und unverwechselbare Charakteristik erkennbare Formeinheit in einer bestimmten Komposition“ „Ein Moment kann – formal gesehen – eine Gestalt (individuell), eine Struktur (dividuell) oder eine Mischung von beiden sein; und zeitlich gesehen kann er ein Zustand (statisch) oder ein Prozeß (dynamisch) oder eine Kombination von beiden sein.“ „Momente können also, je nach Charakteristik, beliebig lang oder kurz sein.“
Bei der Formung von Momenten zu musikalischen Werken wird eine umfassende Linie, ein „erzählerischer roter Faden“ absichtlich vermieden. Die Momente, aus denen eine solche Komposition besteht, sind durch ein nichtlineares Proportionensystem aufeinander bezogen. Wenn dieses Proportionensystem eine vorgegebene Menge von Möglichkeiten ausschöpft, nennt man eine Form geschlossen; wenn nicht, oder wenn die Reihe der Proportionen nicht endlich ist, dann ist die Form offen.
Die Momentform muss nicht zwangsläufig erkennbare zielgerichtete Prozesse vermeiden. „Sie weigern sich einfach, an einer global ausgerichten Erzählkurve teilzuhaben, was natürlich nicht ihr Zweck ist.“ In Stockhausens Worten haben solche Werke die Eigenschaft, dass sie

weder auf die Klimax noch auf vorbereitete und somit erwartete mehrere Klimaxe hin zielen und die üblichen Einleitungs-, Steigerungs-, Überleitungs- und Abklingstadien nicht in einer auf die gesamte Werkdauer bezogenen Entwicklungskurve darstellen; die vielmehr sofort intensiv sind und – ständig gleich gegenwärtig – das Niveau fortgesetzter 'Hauptsachen' bis zum Schluß durchzuhalten suchen; bei denen man in jedem Moment ein Minimum oder ein Maximum zu erwarten hat und keine Entwicklungsrichtung aus dem Gegenwärtigen mit Gewißheit voraussagen kann; die immer schon angefangen haben und unbegrenzt so weiter gehn könnten; in denen entweder jedes Gegenwärtige zählt oder gar nichts; in denen nichts rastlos ein jedes Jetzt als bloßes Resultat des Voraufgegangenen und als Auftakt zu Kommendem, auf das man hofft, angesehn wird, sondern als ein Persönliches, Selbständiges, Zentriertes, das für sich bestehn kann; Formen, in denen ein Augenblick nicht Stückchen einer Zeitlinie, ein Moment nicht Partikel einer abgemessenen Dauer sein muß, sondern in denen die Konzentration auf das Jetzt – auf jedes Jetzt – gleichsam vertikale Schnitte macht, die eine horizontale Zeitvorstellung quer durchdringen bis in die Zeitlosigkeit, die ich Ewigkeit nenne: Eine Ewigkeit, die nicht am Ende der Zeit beginnt, sondern in jedem Moment erreichbar ist. Ich spreche von musikalischen Formen, in denen offenbar kein geringerer Versuch gemacht wird, als den Zeitbegriff – genauer gesagt: den Begriff der Dauer – zu sprengen, ja, ihn zu überwinden.

…

bei derartigen Werken [sind] Beginn und Schluss offen.

Neben Kontakte finden sich unter den Werken, die besonders mit der Momentform in Verbindung gebracht werden, der etwas früher komponierte Gesang der Jünglinge (1955–56), und die späteren Werke Carré (1960), Momente (1962–64/69), Mixtur (1964), Mikrophonie I (1964), Mikrophonie II (1965), Telemusik (1967), Stimmung (1968), und aus dem Spätwerk Samstag aus Licht (1981–83), Michaelion aus Mittwoch aus Licht, und Freude (2005).
Das Konzept der Momentform ist oft mit mobilen oder (in Stockhausens Bezeichnung) „vieldeutigen“ Formen der Aleatorik verwechselt worden, da in vier dieser Kompositionen (Momente, Mixtur, Mikrophonie I und Stimmung) die Momente verschieden angeordnet werden können. Verschiedene andere Werke von Stockhausen haben aber diese Mobilitätseigenschaft, ohne in seine Kategorie der Momentform zu fallen, zum Beispiel Klavierstück XI (1956), Refrain (1956), Zyklus (1959) und Sirius (1975–77).
Manche Werke anderer, sowohl früherer als auch zeitgenössischer Komponisten wurden als Beispiele für die Momentform genannt, so etwa István Anhalt, Earle Brown, Elliott Carter, Barney Childs, Roberto Gerhard, Michael Gielen, Hans Werner Henze, Charles Ives, Witold Lutosławski, Olivier Messiaen, Morgan Powell, Roger Reynolds, Roger Sessions, Igor Stravinsky, Anton Webern, Stefan Wolpe, Yehuda Yannay und Frank Zappa.

## Einzelbelege
1. ↑  Kramer: The Time of Music. 1988, S. 453.
2. ↑  Stockhausen: Momentform 1963, S. 189.
3. ↑  Stockhausen: Erfindung und Entdeckung. 1963, S. 250.
4. 1 2  Stockhausen: Momentform. 1963, S. 200.
5. ↑  Stockhausen: Momentform. 1963, S. 201.
6. ↑  Dack: Kontakte. 1999.
7. ↑  Stockhausen: Momentform. 1963, S. 198–199.
8. ↑  Stockhausen: Erfindung und Entdeckung. 1963, S. 250.
9. ↑  Stockhausen und Kohl: Stockhausen on Opera. 1985, S. 25.
10. ↑  Stockhausen: Michaelion. 2002, S. xii und xx.
11. ↑  Stockhausen: Kürten-Kurse. 2007, S. 3.
12. ↑  Clarkson: Wolpe, Stefan.
13. ↑  Kramer: Moment Form. 1978, S. 178.
14. ↑  Kramer: The time of Music. 1988, S. 50–52 und 61–62.